# Збережи старий Київ
Збережи́ стари́й Ки́їв — громадський рух проти знищення історичної забудови й архітектурного обличчя міста Києва. Існував у 2007—2010 рр.

## Історія
Ініціативна група «Збережи старий Київ» утворена в серпні-вересні 2007 року з метою організації припинення будівництва на розі Десятинного провулка і Пейзажної алеї, на території Державного історико-архітектурного заповідника «Стародавній Київ» 7-9-поверхового будинку із двома підземними поверхами, для співробітників МЗС.
Учасники ініціативи з самого початку відмежовуватися від будь-яких політичних партій та сподівалися, що за допомогою їхніх акцій вдасться мобілізувати мешканців Києва на захист своїх інтересів та створити умови для прямого впливу громадян на муніципальну політику, без посередництва партій.
Невдовзі після перших акцій до діяльності ініціативи долучилася низка лівих організацій: анархісти, "Ліва ініціатива", антифа, Організація марксистів та Революційна конфедерація анархо-синдикалістів.
17 листопада 2007 року на Пейзажній алеї відбулася найбільша за чисельністю (близько 300 учасників) акція ЗСК — «Повстанський карнавал». Під час протесту активісти вперше спробували застосувати тактику прямої дії — знести будівельний паркан. З весни 2008 року організація почала протестувати проти інших проблемних забудов Києва (побудова церкви на вул. Уманській, висотки на вул. Первомайського, 5б, висотки над Аскольдовою могилою та ін.).
У 2009 р. активісти ЗСК захопили земснаряд на Жуковому острові на знак протесту проти незаконного гідронамиву. У 2010 р. активісти ЗСК зупинили будівельні роботи, які забудовники вели на місці скверу з фонтаном біля будинку по вулиці Прорізній, 3. 
У інтерв'ю анонімного активіста, взятого Артемом Чапаєм, зазначається: «У нас було кілька анархістських і лівих груп, але ми співпрацювали і з іншими - під егідою ЗСК як зонтичної організації. Ми і з націоналістами нормально співпрацювали. ...
Почалося це в 2007-му на Пейзажній алеї, а щільніше всього було в 2008-2009 роках. У певний період мало не кожен день були акції. Потім я припинив активно займатися саме забудовами в місті, не бачив, як з цього може бути толк в революційному плані. Виходило: забудова задля забудови.
Зате діяльність ЗСК привела до того, що люди самі стали організовувати антизабудовні акції у себе на районах. Люди завдяки телевізору і інтернету бачили, що можна так робити, і стали робити це самі, не закликаючи чиновників і політиків. У цьому, я вважаю, найбільша заслуга ЗСК». 
15 січня 2010 року окремі активісти ЗСК націоналістичних поглядів взяли участь у випалюванні зірки на бюсті Леніна на станції метро Театральна, що посилило конфлікти й ідеологічні суперечності серед учасників ініціативи. Разом із розчаруванням активістів через невдачі у справі об'єднання й масової мобілізації місцевих мешканців це посприяло поступовому відходу від антизабудовної діяльності частини активістів.
Активна діяльність руху припинилася у 2010 р., хоча офіційно про розпуск руху жоден із його активістів не заявляв. Захист зелених зон Києва продовжився іншими організаціями та рухами. 
Деякі колишні активісти ЗСК у 2012-2013 рр. заснували ініціативу «Гостинна республіка» та здійснювали захист Гостиного двору на Подолі від перебудови ПАТ «Укрреставрація» - фірмою, причетною до «сім'ї» Януковича. Внаслідок спротиву активістів у листопаді 2017 р. депутати Київради ухвалили рішення про згоду прийняти до комунальної власності Гостиний двір та деякі інші будівлі. У 2019 р. київське відділення Фонду державного майна зареєструвало за собою право власності на Гостиний двір на Контрактовій площі. 
Під час Майдану 2013-2014 років декілька ексактивістів ЗСК брали участь в ініціативі «Варта в лікарні».
Також колишні активісти ЗСК у 2014 році заснували ініціативу "Старт". В результаті багаторічних судів і протестів вони добилися повернення у власність жителів міста Києва землі та майнового комплексу стадіону-парку "Старт".
Станом на 2020 р. рух ЗСК неактивний, сайт руху не працює. Існує Фейсбук-група «Збережи старий Київ», яка наповнюється постами на тему захисту зелених зон та старовини Києва.

## Активісти
- Ганна Нароніна
- Артем Чапай
- Олег Шеленко
- Інна Совсун
- Марина Соловйова
- Ігор Луценко
- Марія Лебедєва
- Віталій Атанасов
- Тімур Ібраімов
- Євген Карась
- Олег Андрос
- Тарас Ратушний

### Вплив на художню літературу
Діяльність руху відображена без прямого згадування його назви у таких творах українських письменників:
- Ангеліна Яр, Олег Андрос. Територія Духу. Сатирична повість. — К.: Спілка вільних журналістів «Природа над усе», 2008, 2013.
- Антон Кушнір. Urban Strike.  — К.: Нора-Друк, 2011. — 272 с. ISBN 978-966-2961-75-1
- Артем Чапай. Червона зона. — Київ: Нора-друк, 2014. — 304 с.